# Белков, Геннадий Алексеевич
Генна́дий Алексе́евич Белков (род. 24 июня 1956, Куйбышев) — советский прыгун в высоту, мастер спорта международного класса.

## Спортивные достижения
Родился в Куйбышеве. С 13 лет занимался легкой атлетикой, тренировался в Виктора Чекмарёва в коллективе физкультуры 4-го ГПЗ. На 4-м ГПЗ начал и трудовую карьеру, где после окончания школы № 55, с 1973 года работал слесарем-лекальщиком в инструментальном цехе.
В 1975 году стал призёром первенства РСФСР, выполнив норматив мастера спорта по прыжкам в высоту (2 м 12 см). В 1976 году стал победителем на международном матче по лёгкой атлетике СССР — Великобритания. В 1977 году выполнил норматив мастера спорта международного класса (2 м 21 см). С результатом в 2 м 25 см выиграл чемпионат Центрального совета ДСО «Трудовые резервы» с результатом 2 м 25 см. На матче СССР — ФРГ — Польша прыгнул на 2 м 27 см, проиграв Владимиру Ященко лишь по попыткам.
Дважды (1979, 1980) становился чемпионом СССР по прыжкам в высоту, четырежды выигрывал кубок СССР (1978—1981), неоднократно завоёвывал награды на Мемориале братьев Знаменских.
В 1979 году представлял СССР на чемпионате Европы в помещениях, проходившем в Вене, где с результатом 2 м 26 см, повторившим результат победителя, занял второе место.
В 1981 году окончил Куйбышевский индустриально-педагогический техникум по специальности «слесарь-ремонтник».
Участвовал в XXII Олимпийских Играх в Москве, где стал десятым в итоговом зачёте.
Неоднократный чемпион Узбекской ССР с 1982 по 1988 год. В 1988 году окончил Узбекский государственный институт физической культуры с квалификацией тренера по лёгкой атлетике. Сейчас работает тренером-преподавателем СДЮСШОР-6 в Самаре.
Личный рекорд — 2 м 32 см, установил в 1982 году на соревнованиях в Ташкенте.
Мастер спорта международного класса.